# Гавсар
Гавса́р (рос. Гавсарь) — село в Кіровському районі Ленінградської області, Росія.